# Apostolska nunciatura v Uzbekistanu
Apostolska nunciatura v Uzbekistanu je diplomatsko prestavništvo (veleposlaništvo) Svetega sedeža v Uzbekistanu, ki ima sedež v Taškentu.
Trenutni apostolski nuncij je Ivan Jurkovič.

## Seznam apostolskih nuncijev
- Marian Oles (9. april 1994–11. december 2001)
- Józef Wesołowski (6. november 2002–24. januar 2008)
- Antonio Mennini (26.julij 2008–18. december 2010)
- Ivan Jurkovič (22. julij 2011–danes)